# Kaymak
Kaymak (sau „qaymak”, sau chiar „gaymak”, cel puțin în Turkmenistan) este un preparat culinar făcut cu smântână care se fierbe câteva ore și apoi se separă de lapte. Deși se consideră adesea că provine din Turcia, este populară în multe țări din Orientul Mijlociu, Balcani și Asia Centrală, ca o cremă care poate fi consumată cu pâine, ca dulce sau desert, cu miere și fistic sau ruptă. migdale, amestecați în cafea, ceai sau supă sau utilizați în umpluturi pentru dulciuri, cum ar fi crème fraîche franțuzească.
Kaymak poate fi preparat cu lapte de vacă sau de bivoliță, sau cu un amestec de smântână și lapte proaspăt fiert la foc mic câteva ore, din care o parte la bain-marie; după răcire, partea care rămâne la suprafață se separă și se lasă la loc rece câteva zile, devenind parțial fermentată; din acest motiv, gustul său este ușor acid și, de multe ori, mai ales ca desert sau la micul dejun, se amestecă cu miere sau altă substanță care contracarează acest gust.